# Kurinjipadi
Kurinjipadi (o Kurinjippadi, Kurinjipady) è una suddivisione dell'India, classificata come town panchayat, di 23.159 abitanti, situata nel distretto di Cuddalore, nello stato federato del Tamil Nadu. In base al numero di abitanti, la città rientra nella classe III (da 20.000 a 49.999 persone).

## Geografia fisica
La città è situata a 11° 34' 0 N e 79° 35' 60 E e ha un'altitudine di 20 m s.l.m..

## Società

### Evoluzione demografica
Al censimento del 2001 la popolazione di Kurinjipadi assommava a 23.159 persone, delle quali 11.883 maschi e 11.276 femmine. I bambini di età inferiore o uguale ai sei anni assommavano a 2.744, dei quali 1.515 maschi e 1.229 femmine. Infine, coloro che erano in grado di saper almeno leggere e scrivere erano 15.273, dei quali 8.777 maschi e 6.496 femmine.